# Ochthebius fausti
Ochthebius fausti es una especie de escarabajo del género Ochthebius, familia Hydraenidae. Fue descrita científicamente por Sharp en 1887.
Se distribuye por Irán. Mide 1,4 milímetros de longitud. Se ha encontrado a altitudes de hasta 1900 metros.